# Vasco da Gama 7–0 Botafogo (2001)
Vasco da Gama 7–0 Botafogo foi um jogo válido pelo Campeonato Carioca de 2001 entre as equipes do Vasco da Gama e do Botafogo, realizado em 29 de abril de 2001 no estádio do Maracanã. É a maior goleada da história do Clássico da Amizade e a maior registrada em clássicos cariocas no Maracanã.

## Contexto
A partida foi realizada na nona e antepenúltima rodada da Taça Rio, segundo turno do Campeonato Carioca, com o Vasco líder e praticamente já classificado para a decisão do estadual. O Botafogo, por sua vez, enfrentava dificuldades na competição e precisava da vitória para se recuperar.
A equipe cruzmatina, então campeã brasileira e da Copa Mercosul, era comandada por Joel Santana e contava com um elenco estrelado, incluindo Romário, Euller e Juninho Paulista, que estavam em grande fase. Já o Botafogo, sob o comando de Dé Aranha, vinha de resultados irregulares, com uma defesa vulnerável, e sofria com salários atrasados na gestão do presidente Mauro Ney Palmeiro.
A vitória do Vasco pelo placar de 7–0 no Clássico da Amizade se tornou a maior goleada em clássicos cariocas realizados no estádio do Maracanã, superando Fluminense 7–1 Botafogo que, curiosamente, acontecera exatos 7 anos antes, em 29 de abril de 1994, e com o glorioso sob o comando do mesmo treinador Dé Aranha.
Após a partida, um torcedor botafoguense de 20 anos sofreu com uma crise asmática e faleceu ainda no estádio. Nos dias seguintes à derrota, a diretoria alvinegra anunciou a dispensa de oito jogadores do elenco botafoguense.

## O confronto
A partida foi amplamente dominada pela equipe vascaína durante toda sua duração, e teve como grande destaque Juninho Paulista, com 3 gols e 2 assistências. Logo aos 52 segundos de jogo, aproveitando cruzamento de Euller, Romário abriu o marcador no Maracanã. Aos 15 minutos, Juninho Paulista marcou o segundo gol em cobrança de falta, que chegou a desviar levemente na cabeça do lateral Gustavo antes de entrar. Ainda com 35 minutos do primeiro tempo, Romário deu uma assistência para Juninho aumentar o placar.
No segundo tempo, o Vasco da Gama manteve a intensidade. Já com 3 minutos, Romário acertou um chute na trave, e Juninho Paulista aproveitou o rebote para completar seu hat-trick. Dez minutos depois, Romário recebe passe de Juninho, aplica um lindo drible em Bruno e marca um golaço. Aos 20 minutos, em meio a um "espirra-espirra" na área, Euller encontrou Pedrinho, que finalizou para fazer 6–0. Por fim, aos 33 da segunda etapa, Juninho Paulista fez um longo lançamento em profundidade para Euller, que deixou o zagueiro Bruno no chão e finalizou com precisão para fechar a histórica goleada.

## Detalhes da partida
| 29 de abril de 2001 | Vasco da Gama                                                                | 7 – 0     | Botafogo | Maracanã, Rio de Janeiro                                  |
| 16:00 (UTC−3)       | Juninho Paulista 15', 35', 48' · Romário 1', 59' · Pedrinho 65' · Euller 78' | Relatório |          | Público: 18 692 pagantes Árbitro: Carlos Manoel Calheiros |

| Vasco | Botafogo |

| VASCO DA GAMA: |  |                   |
|                |  |                   |
| G              |  | Helton            |
| LD             |  | Maricá            |
| ZD             |  | Géder             |
| ZG             |  | Odvan             |
| LE             |  | Jorginho Paulista |
| VL             |  | Fabiano Eller     |
| VL             |  | Paulo Miranda     |
| MC             |  | Juninho Paulista  |
| MC             |  | Pedrinho          |
| AT             |  | Romário           |
| AT             |  | Euller            |
| Reservas:      |  |                   |
| MC             |  | Zada              |
| AT             |  | Viola             |
| AT             |  | Dedé              |
| Técnico:       |  |                   |
| Joel Santana   |  |                   |

| BOTAFOGO: |  |                     |
|           |  |                     |
| G         |  | Alex                |
| LD        |  | Gustavo             |
| ZD        |  | Bruno               |
| ZG        |  | Váldson             |
| LE        |  | Augusto César       |
| VL        |  | Marcelinho Paulista |
| VL        |  | Cléber              |
| MC        |  | Rodrigo Beckham     |
| ME        |  | Serginho            |
| AT        |  | Taílson             |
| AT        |  | Donizete            |
| Reservas: |  |                     |
| LD        |  | Walmir              |
| MC        |  | Misso               |
| AT        |  | Geraldo             |
| Técnico:  |  |                     |
| Dé Aranha |  |                     |